# كارل هيليارد
كارل هيليارد (بالإنجليزية: Carl Hilliard)‏ هو صحفي أمريكي، ولد في 25 أكتوبر 1937 في Gebo, Wyoming ‏ في الولايات المتحدة، وتوفي في 10 نوفمبر 2013 في كوميرك سيتي في الولايات المتحدة بسبب نوبة قلبية.